# Viktor Savnik
Viktor Savnik, slovenski strojnik, profesor, strokovnjak za pletilsko in konfekcijsko tehnologijo, * 16. april 1910, † 2. november 1988.
Diplomiral je za inženirja strojništva in bil zaposlen v številnih tovarnah po Sloveniji. 
Predaval je na Fakulteti za elektrotehniko in strojništvo, kjer se je specializiral za strojno risanje. Objavil je več člankov ter napisal številne učbenike. 